# Joel del Pino
Joel del Pino Lorenzo Gil (Las Palmas de Gran Canaria, 21 de noviembre de 1997) es un futbolista español que juega como medio centro ofensivo . Actualmente milita en el Real Avilés Industrial Club de Fútbol de la Segunda Federación, cedido por la Unión Deportiva Las Palmas.

## Trayectoria
Tras varios años en la cantera de la U. D. Las Palmas, llegando a convertirse en capitán del filial, ascendió al primer equipo para la Segunda División de España 2022-23. Debutó con el primer equipo el 13 de noviembre de 2022 en una victoria por 0-1 frente al C. D. Teruel en la Copa del Rey.
El 12 de enero de 2023 fue cedido a la Real Balompédica Linense de Primera Federación hasta el final de la temporada. En el verano de 2023 volvió a la U. D. Las Palmas para hacer la pretemporada, pendiente de la decisión final del entrenador Xavi García Pimienta de cara a la siguiente temporada.
En julio de 2023, sería de nuevo cedido hasta final de temporada, esta vez al Real Avilés Ind. C. F. de la Segunda Federación.

## Clubes
Actualizado al último partido disputado el 12 de diciembre de 2022.
| Club                      | País   | Año       | Part. | Goles |
| ------------------------- | ------ | --------- | ----- | ----- |
| U. D. Telde               | España | 2015      | -     | -     |
| U. D. San Fernando        | España | 2016-2017 | -     | -     |
| U. D. Las Palmas "C"      | España | 2017-2018 | -     | -     |
| U. D. Las Palmas Atlético | España | 2018-2022 | 102   | 15    |
| U. D. Las Palmas          | España | 2022-2023 | 2     | 0     |
| Real B. Linense           | España | 2023      | 16    | 0     |
| Real Avilés Ind. C. F.    | España | 2023      |       |       |